# Tatik Papik

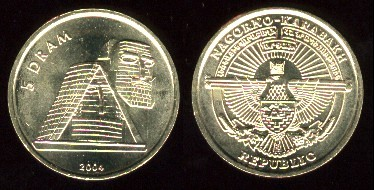
5-Dram-Münze mit Tatik Papik

Tatik Papik (armenisch Տատիկ-Պապիկ ‚Großmutter und Großvater‘) oder „Wir sind unsere Berge“ (armenisch Մենք ենք մեր սարերը, Menk’ enk’ mer sarerě) ist ein Monument auf einem Hügel am nördlichen Stadteingang von Stepanakert, das 1967 errichtet wurde.
Das Werk des armenischen Bildhauers Sargis Baghdasaryan wurde weithin als Symbol der De-facto-Unabhängigkeit der Republik Bergkarabach (später Republik Arzach) angesehen. Es besteht aus Tuff und zeigt einen alten armenischen Mann und eine Frau, die Bergbewohner aus Bergkarabach darstellen. Die Skulptur war auch auf dem Wappen der Republik Bergkarabach abgebildet. Ferner ist Tatik Papik auf der Rückseite einer 5-Dram-Münze aus dem einzigen bisher erschienenen Umlaufmünzensatz aus Bergkarabach vom Jahr 2004 abgebildet.
Tatik Papik ist in ostarmenischer Sprache auch unter dem Namen „Tatik jew Papik“ (Տատիկ և Պապիկ, Tatik e͡w Papik) bekannt und als „Mamig jew Babig“ (Մամիկ եւ Պապիկ, Mamik ew Papik) in westarmenischer Sprache.

## Rezeption
Die kalifornische Crossover-Band System of a Down, deren Mitglieder ausschließlich armenischer Herkunft sind, verwendet eine Ansicht des Monuments für die Standbild-Videos zu ihren Liedern Protect the Land und Genocidal Humanoidz (2020). Laut eigenen Angaben möchte die Band, die 15 Jahre lang keine neue Musik veröffentlicht hat, mit den beiden Liedern auf den aktuellen Konflikt zwischen Aserbaidschan und Armenien um Bergkarabach hinweisen und Spendengelder für den in Kalifornien ansässigen Armenia Fund generieren.